# Ceratinia selenides
Ceratinia selenides är en fjärilsart som beskrevs av Gustav Weymer 1899. Ceratinia selenides ingår i släktet Ceratinia och familjen praktfjärilar. Inga underarter finns listade i Catalogue of Life.